# Онтологічна інженерія

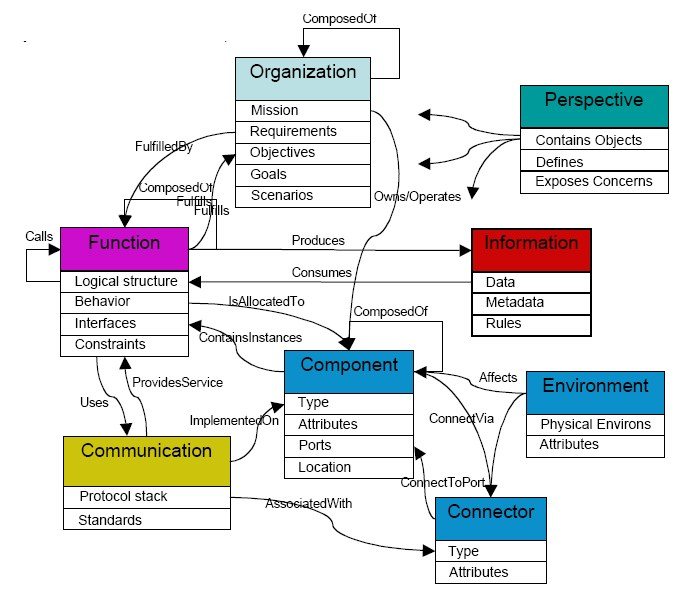
Приклад побудованої MBED онтології верхнього рівня в основі якої Модель представлень.

Онтологі́чна інженерія в комп'ютерних науках та інформатиці це нова галузь, яка вивчає методи і методики для будівництва онтологій: формального подання безлічі понять і відносини між цими поняттями.

## Огляд
Онтологічний інжиніринг прагне зробити явними знання, що містяться як у програмному забезпеченні, так і всередині підприємств і бізнес процесах певної предметної області. Онтологічний інжиніринг пропонує напрямок вирішення проблем сумісності, викликаних семантичними перешкодами, тобто перешкодами, пов'язаними з визначення класів з точки зору бізнесу та програмного забезпечення. Онтологічний інжиніринг - це набір завдань, пов'язаних з розвитком онтології для конкретної предметної області.—  Line Pouchard, Nenad Ivezic і Craig Schlenoff,  Ontology Engineering for Distributed Collaboration in Manufacturing
Онтології забезпечують загальний словник предметної області та визначає, з різним рівнем формальності, зміст термінів і відносин між ними. Протягом останнього десятиліття все більше уваги приділялося онтологіям.
Сьогодні онтології широко застосовуються в інженерії знань, штучному інтелекті, а також в інформатиці; в програмному забезпеченні пов'язаному з управлінням знаннями, обробкою природної мови, електронній комерції, інтелектуальній інтеграції інформації, біоінформатиці, навчанні; і в нових областях, які розвиваються: семантична павутина. Онтологічний інжиніринг є новою областю досліджень, що стосуються процесу розробки онтології, онтологічного циклу життя, методів і методологій для побудови онтології,.

## Онтологічні мови
Онтологічна мова є формальною мовою призначеною для визначення онтологій. Є цілий ряд таких мов, як приватних, так і засновані на стандартах:
- Common logic[en] це стандарт ISO 24707, специфікація для низки онтологічних мов, які можуть бути точно переведені одна в одну.
- Сус має власну мову онтологій під назвою CycL[en], що базується на логіці предикатів першого порядку з деякими розширеннями більш високого порядку.
- Gellish[en] мова включає правила для свого власного розширення, і таким чином інтегрує онтологію з онтологією мови.
- IDEF5[en] це метод програмної інженерії для створення і підтримки корисної та точної онтології предметної області.
- KIF[en] це синтаксис для логіки першого порядку який базується на S-виразах.
- Rule Interchange Format (RIF) і F-Logic[en] комбінують онтологію та правила.
- OWL це мова для створення онтологічних суджень, розроблена наступниками RDF і RDFS[en], як ранній проект онтологічної мови, який включав OIL[en], DAML[en] і DAML+OIL. OWL призначений для використання в Всесвітній павутині, і всі його елементи (класи, властивості та фізичні особи) визначаються як RDF ресурси[en], і ідентифікуються URI.
- XBRL[en] (Extensible Business Reporting Language) це синтаксис для вираження бізнес-семантики.

## Онтологічний інжиніринг в науках про життя
Науки про життя процвітає з онтологіями, які біологи використовують для визначення змісту своїх експериментів. Для виведення правильних висновків з експериментів, онтології повинні бути структуровані оптимально базам знань, які вони представляють. Структура онтології повинна постійно змінюватися так, щоб створити точне представлення моделі предметної області.
Останнім часом автоматизований метод онтологічного інжинірингу був введений в науках про життя, наприклад генні онтології (ГО), одна з найбільш успішних і широко використовуваних біомедичних онтологій. Базуючись на теорії інформації, вона перебудовує онтології, так що рівні являють собою бажану специфіку концепцій. Аналогічні підходи теорії інформації також були використані для оптимального розбиття генної онтології. Враховуючи математичну природу таких інженерних алгоритмів, ці оптимізації можуть бути автоматизовані для розробки науково-теоретичної та масштабованої архітектури для перебудови онтологій, наприклад таких як ГО.
Open Biomedical Ontologies (OBO), в 2006 з ініціативи Національного центру США Біомедичних Онтологій, що забезпечує загальну 'основу' для різних онтологічних ініціатив, серед яких:
- Generic Model Organism Project[en] (GMOD)
- Консорціум Gene Ontology
- Онтологія результатів
- Служба онтологічного пошуку
- Plant Ontology[en] консорціум
- Стандарти і онтології для функціональної геноміки

та інші

## Програмне забезпечення для онтологічного інжинірингу
- DOGMA[en]
- DogmaModeler
- KAON[en]
- OntoClean[en]
- HOZO[en]
- Protege (software)[en]

## Корисна інформація
- Онтологія
- Онтологічне навчання[en]
- Ontology double articulation[en]
- Ontology modularization[en]
- Semantic decision table[en]

## Додаткова література
- John Davies (Ed.) (2006). Larger ImageSemantic Web Technologies: Trends and Research in Ontology-based Systems. Wiley. ISBN 978-0-470-02596-3
- Asuncion Gomez-Perez, Mariano Fernandez-Lopez, Oscar Corcho (2004). Ontological Engineering: With Examples from the Areas of Knowledge Management, E-commerce and the Semantic Web. Springer, 2004.
- Jarrar, Mustafa (2006). Proceedings of the 15th international conference on World Wide Web  - WWW '06: 497. doi:10.1145/1135777.1135850. ISBN 1595933239. {{cite journal}}: Проігноровано |chapter= (довідка)
- Mustafa Jarrar and Robert Meersman (2008). «Ontology Engineering -The DOGMA Approach». Book Chapter (Chapter 3). In Advances in Web Semantics I. Volume LNCS 4891, Springer.
- Riichiro Mizoguchi (2004). «Tutorial on ontological engineering: part 3: Advanced course of ontological engineering». In: New Generation Computing. Ohmsha & Springer-Verlag, 22(2):198-220.
- Elena Paslaru Bontas Simperl and Christoph Tempich (2006). «Ontology Engineering: A Reality Check»
- Devedzic, Vladan (2002). Understanding ontological engineering. Communications of the ACM. 45 (4): 136. doi:10.1145/505248.506002.